# Јехнићи
Јехнићи (итал. Gecni) је насељено место у Републици Хрватској у Истарској жупанији. Административно је у саставу Града Пореча.

## Становништво
Према последњем попису становништва из 2001. године у насељу Јехнићи су живела 29 становника који су живели у 6 породичних и једном самачком домаћинставу.
Кретање броја становника по пописима 1857—2001.
| година пописа  | 1857. | 1869. | 1880. | 1890. | 1900. | 1910. | 1921. | 1931. | 1948. | 1953. | 1961. | 1971. | 1981. | 1991. | 2001. |
| бр. становника | 0     | 0     | 51    | 61    | 61    | 85    | 0     | 0     | 58    | 58    | 44    | 31    | 26    | 27    | 29    |

Напомена:У 1857, 1869, 1921. и 1931. подаци су садржани у насељу Жбандај. Од 1890. до 1910. исказивано под именом Јекнић.